# Juan Pipkin
Juan Pipkin (n. 19 de julio de 1989, Bahía Blanca, Provincia de Buenos Aires) es un piloto argentino de automovilismo de velocidad. Iniciado en el ámbito del automovilismo zonal de su provincia, debutó profesionalmente en el año 2009 en la Clase 2 del Turismo Nacional, categoría en la que desarrolló la mayor parte de su carrera deportiva. En 2011, ascendió a la Clase 3 del Turismo Nacional, divisional de la que obtuvo el subcampeonato en el año 2013. A nivel internacional, compitió en la Porsche Mobil 1 Supercup en el año 2016 y en 2018 tuvo una incursión en la edición argentina Porsche GT3 Cup Trophy Argentina.
Además de competir en Turismo Nacional, supo también competir en las clases 2 y 3 del Turismo Pista teniendo esporádicas participaciones, tanto como invitado o como piloto titular. Asimismo, en el año 2018 incursionó en 3 fechas de la divisional TC Mouras, lo que le abrió las puertas a su debut en el Turismo Carretera, donde corrió como invitado de Norberto Fontana en la competencia especial de los 1000 km de Buenos Aires de TC.

## Biografía
Debutó profesionalmente en el año 2009, compitiendo al comando de un Volkswagen Gol del equipo de Leandro Vallasciani, con el cual desarrolló 3 competencias. En 2010 desarrolló su primera temporada completa, donde además de obtener su primera victoria el 25 de abril de 2010 en el Autódromo Parque de la Velocidad de San Jorge, fue candidato al título culminando en la cuarta posición. Estos resultados, le permitieron ascender a partir de la temporada siguiente a la Clase 3 del Turismo Nacional.
En 2011, Pipkin debutó en la Clase 3 del TN al comando de un Chevrolet Astra del equipo Arana Ingeniería Sport, de Pablo Arana. En esta divisional, el bahiense compitió de manera casi exclusiva para esta escuadra e identificándose con la marca Chevrolet. Su primera victoria en esta divisional llegó recién en la temporada siguiente, al imponerse el 19 de noviembre de 2012 en el Autódromo Parque Ciudad de Río Cuarto al comando de un Chevrolet Cruze I, en lo que también significó la primera victoria en la categoría para el mencionado modelo. Su participación se terminó de afianzar en el año 2013, cuando al comando de dicho modelo y tras haber logrado 4 victorias anuales, terminó la temporada llevándose el subcampeonato por detrás del eventual campeón Facundo Chapur.
Tras la obtención del subcampeonato de 2013 y un 2014 sin la contundencia demostrada el año anterior, complicaciones presupuestarias provocaron un 2015 en el que apenas pudo participar de una sola competencia en el TN, a la vez de también desarrollar solo una única competencia en la Clase 3 del Turismo Pista, categoría donde supo ser invitado con frecuencia a carreras especiales y que en esta oportunidad lo tuvo por primera vez como piloto titular. Tras esta magra temporada, el 2016 volvió a mostrar a Pipkin compitiendo en la Clase 3 del Turismo Nacional, nuevamente sobre el Chevrolet Cruze de Pablo Arana, a la vez de desarrollar nuevamente una única competencia como titular en la Clase 3 del TP. El año 2017 no presentó grandes variantes para el piloto bahiense, sin embargo no tendría un gran año cerrándolo sin obtener triunfos.
Tras un 2017 sin resultados, para el año 2018 Pipkin había acordado su continuidad en el Turismo Nacional dentro del equipo de Pablo Arana, con una novedad muy importante, ya que por primera vez y luego de 7 años cambiaría de marca, como producto de un acuerdo tripartito firmado entre Arana, el piloto Ernesto Bessone II y la marca Toyota para propiciar el desembarco de la marca japonesa en la categoría. Sin embargo, en el transcurso de esta temporada, se conoció la noticia de un procesamiento contra el piloto bahiense, siendo vinculado a un caso de presuntas facturaciones apócrifas. Por esta causa, tras haberse corrido la primera fecha, Pipkin fue separado del equipo por el propio Bessone, en un episodio de ribetes polémicos. El justificativo de esta medida, fue una presunta solicitud por parte de Bessone hacia Pablo Arana para reducir el cupo de automóviles dentro de la escuadra, con el ultimátum de prescindir de sus servicios ante una posible negativa. Tras haber aceptado esta petición y tomando en cuenta la situación legal del piloto, Bessone dejó fuera del equipo a Pipkin provocando la reacción del piloto bahiense, quien se despachó con duros términos hacia el ex-campeón argentino. Tras esta situación, Pipkin finalmente se rectificaría de sus dichos públicamente.
A pesar de haber quedado fuera del esquema oficial de Toyota, Pipkin finalmente consiguió apoyo por parte del propio Pablo Arana, quien nuevamente le confió la posibilidad de manejar un Chevrolet Cruze I particular, con el cual retornó a la categoría en las últimas cuatro fechas. A la par de esto, formó parte del plantel de pilotos que inauguró la primera temporada de la Porsche GT3 Cup Trophy Argentina, categoría donde participó en las dos primeras carreras de la temporada, logrando el podio en la segunda competencia. Al mismo tiempo, en esta temporada recibió una invitación por parte del piloto Norberto Fontana para competir en la carrera especial de los 1000 km de Buenos Aires de Turismo Carretera. Sin embargo, para poder competir en esta categoría debió cumplimentar como requisito el desarrollo de un mínimo de dos competencias en divisiones inferiores de la ACTC, por tal motivo debutó en la divisional TC Mouras al comando de un Dodge Cherokee con el que desarrolló 3 competencias. Una vez cumplido este requisito, Pipkin concretó su debut en el Turismo Carretera compartiendo la conducción del Chevrolet Chevy de Fontana, junto al experimentado José Ciantini.

## Trayectoria
| Año  | Categoría                                            | Automóvil            |
| ---- | ---------------------------------------------------- | -------------------- |
| 2009 | Debut en la Clase 2 del Turismo Nacional, 3 carreras | Volkswagen Gol       |
| 2010 | Clase 2 del Turismo Nacional                         | Volkswagen Gol       |
| 2011 | Debut en la Clase 3 del Turismo Nacional             | Chevrolet Astra      |
| 2012 | Clase 3 del Turismo Nacional                         | Chevrolet Cruze I    |
| 2012 | Invitado en Clase 2 del Turismo Pista, 2 fechas      | Fiat Uno             |
| 2013 | Subcampeón de Clase 3 del Turismo Nacional           | Chevrolet Cruze I    |
| 2013 | Invitado en Clase 2 del Turismo Pista                | Fiat Uno             |
| 2014 | Clase 3 del Turismo Nacional                         | Chevrolet Cruze I    |
| 2014 | Invitado en Clase 3 del Turismo Pista                | Volkswagen Gol       |
| 2015 | Clase 3 del Turismo Nacional, 1 carrera              | Chevrolet Cruze I    |
| 2015 | Clase 3 del Turismo Pista, 1 carrera                 | Renault Mégane Coupé |
| 2016 | Clase 3 del Turismo Nacional                         | Chevrolet Cruze I    |
| 2016 | Clase 3 del Turismo Pista, 1 carrera                 | Fiat Punto           |
| 2016 | Debut en Porsche Supercup, 2 carreras                | Porsche 911 GT3 RS   |
| 2016 | Invitado a las 100 millas de Alta Gracia de TC 2000  | Fiat Linea           |
| 2017 | Clase 3 del Turismo Nacional                         | Chevrolet Cruze I    |
| 2018 | Clase 3 del Turismo Nacional                         | Toyota Corolla E170  |
| 2018 | Clase 3 del Turismo Nacional                         | Chevrolet Cruze I    |
| 2018 | Debut en Porsche Cup Argentina, 2 carreras           | Porsche 911 GT3 RS   |
| 2018 | Debut en TC Mouras, 3 carreras                       | Dodge Cherokee       |
| 2018 | Invitado a los 1000 km de Buenos Aires (debut en TC) | Chevrolet Chevy      |
| 2019 | Clase 3 del Turismo Nacional                         | Chevrolet Cruze I    |

- [15]

## Resultados

### Porsche Supercup
(Clave) (negrita indica pole position) (cursiva indica vuelta rápida)

| Año     | Escudería      | 1   | 2   | 3   | 4   | 5   | 6   | 7   | 8   | 9       | 10     | Pos. | Puntos |
| ------- | -------------- | --- | --- | --- | --- | --- | --- | --- | --- | ------- | ------ | ---- | ------ |
| 2016    | MRS Cup-Racing | CAT | MON | RBR | SIL | HUN | HOC | SPA | MNZ | COA Ret | COA 15 | NC†  | 0†     |
| Fuente: |                |     |     |     |     |     |     |     |     |         |        |      |        |

- † Era piloto invitado, por lo que no sumó puntos.

### TC 2000
| Año  | Equipo     | Auto       | 1   | 2   | 3     | 4     | 5    | 6    | 7   | 8   | 9  | 10 | 11  | 12  | 13    | 14    | 15     | 16     | 17  | 18  | 19  | 20 | 21 | 22  | 23  | Res. | Puntos |
| ---- | ---------- | ---------- | --- | --- | ----- | ----- | ---- | ---- | --- | --- | -- | -- | --- | --- | ----- | ----- | ------ | ------ | --- | --- | --- | -- | -- | --- | --- | ---- | ------ |
| 2016 |            |            | SMM | SMM | CON I | CON I | BA I | BA I | SJO | SJO | LP | LP | CDU | CDU | BA II | BA II | CON II | CON II | RAF | RAF | AG  | RC | RC | PAR | PAR | -    | -      |
| 2016 | Pro Racing | Fiat Linea |     |     |       |       |      |      |     |     |    |    |     |     |       |       |        |        |     |     | Ex. |    |    |     |     | -    | -      |

## Palmarés
| Título     | Categoría                    | Automóvil         | Año  |
| ---------- | ---------------------------- | ----------------- | ---- |
| Subcampeón | Clase 3 del Turismo Nacional | Chevrolet Cruze I | 2013 |

## Controversias
- A la par de su carrera deportiva, una serie de controversias se sucedieron en la vida privada y profesional de Juan Pipkin. La más resonante de todas, tuvo lugar en el año 2018 cuando en el marco de una causa por facturaciones apócrifas, el piloto bahiense fue detenido por la Justicia acusado de contrabando y asociación ilícita, siendo señalado como miembro de una banda encabezada por los hermanos Suris.[16] Por esta causa, el piloto fue llevado a juicio oral y finalmente le fue fijado un embargo por cuatro millones de dólares.
- Otra controversia que tuvo como protagonista a Pipkin, tuvo que ver con su incursión en la temporada 2018 de la Clase 3 del Turismo Nacional, ya que a fines de la temporada 2017 había sido anunciado su ingreso a la escuadra oficial Toyota que iba a ser regenteada por el piloto Ernesto Bessone II y que contaba con la atención de la estructura de Pablo Arana, antiguo jefe de equipo y conocido de Pipkin.[17] Sin embargo, tras haberse corrido la primera fecha y luego del incidente mencionado con la justicia, sorpresivamente Bessone daría la orden de retirarle el vehículo a Pipkin, provocando la reacción del piloto bahiense, quien se despachó contra su ahora exjefe deportivo con epítetos descalificantes de alto tenor. Tras estas declaraciones, finalmente Pipkin se disculpó públicamente,[18] recibiendo nuevamente el apoyo de Pablo Arana, quien terminó por volver a convocarlo pero al comando de un Chevrolet Cruze I particular, con el cual obtuvo una victoria.[19]